# Evil Dead (franquia)
Evil Dead é uma franquia de filme de comédia de terror sobrenatural americana criada por Sam Raimi, composta por cinco longas-metragens e uma série de televisão. A série gira em torno do Necronomicon Ex-Mortis, um antigo texto sumério que destrói um grupo de habitantes de cabanas em uma área arborizada no Tennessee (mais tarde confirmada como sendo Elk Rapids em Michigan). Ele foi concluído em 78 e terminado em 54.
O protagonista, Ashley Joanna "Ash" Williams (Bruce Campbell) é o único personagem a aparecer em todas as partes da trilogia original, com exceção de seu principal interesse amoroso, Linda, que aparece no Exército das Trevas apenas durante o prólogo. A trilogia original inclui The Evil Dead (1981), Evil Dead II (1987) e Army of Darkness (1992), todos escritos e dirigidos por Raimi, produzido por Robert G. Tapert e estrelado por Campbell. A franquia, desde então, se expandiu para outros formatos, incluindo videogames, histórias em quadrinhos, um musical e uma série de televisão.
A franquia foi ressuscitada em 2013 com Evil Dead, tanto uma reinicialização quanto uma continuação perdida da série dirigida por Fede Álvarez e produzida por Raimi, Campbell e Tapert. Antes da série de televisão, Ash vs Evil Dead, foi anunciada, pelo menos três outras parcelas da franquia estavam em desenvolvimento: uma sequela para o reboot de 2013 intitulado Evil Dead 2, uma sequência direta do Exército das Trevas, estrelado por Campbell e dirigido por Sam Raimi, e finalmente um sétimo filme que mesclaria as narrativas das duas séries de filmes.
Em julho de 2014, Bruce Campbell declarou que era provável que a sequência planejada fosse uma série de TV com ele como a estrela. Em 10 de novembro de 2014, Starz anunciou que uma série de dez episódios intitulada Ash vs Evil Dead estrearia em sua rede a cabo em 2015. A série foi renovada por mais vinte episódios e estrelou Bruce Campbell como Ash e foi produzido por Campbell, Sam Raimi e Rob Tapert.
Em outubro de 2019, Sam Raimi anunciou que um novo filme estava em desenvolvimento, com produção de Rob Tapert, produção executiva de Raimi e Campbell e Lee Cronin escrevendo e dirigindo o projeto. Evil Dead Rise estreou em abril de 2023 e teve ótimas críticas e bilheteria, abrindo as portas para sequências num futuro próximo.

## Desenvolvimento

### Within the Woods
Em janeiro de 1978, Bruce Campbell abandonou a faculdade e acabara de deixar o emprego como motorista de táxi. Sam Raimi estava estudando literatura na Michigan State University com Robert Tapert, que estava terminando seu curso de economia. Enquanto dá os últimos retoques em It's Murder!, Tapert sugeriu fazer um longa-metragem para Raimi. Raimi sentiu que era impossível, afirmando que eles nunca poderiam adquirir o financiamento. Campbell declarou: "Eu sempre posso voltar para casa". Tapert temia uma carreira na pesca / vida selvagem, enquanto Raimi estava com medo de que ele teria que voltar a trabalhar na loja de mobiliário doméstico de seu pai. Estas foram as razões práticas que convenceram os três a apresentar um longa-metragem. Os três eram grandes fãs do gênero de comédia, mas eles decidiram não produzir uma comédia porque sentiam que "uma série de filmes de longa duração não computava". Uma cena bem conhecida de It's Murder levou Raimi a escrever o curta-metragem Clockwork. Os três sentiram que o resultado final foi muito eficaz e representou uma nova direção que seus filmes poderiam ter, o de um filme de terror semi-bem-sucedido.
Isso levaria mais tarde à pesquisa de filmes de terror de baixo orçamento no cinema drive-in local. Os muitos filmes que assistiram foram os "dois filmes por dois dólares", permitindo-lhes a chance de documentar o comportamento do que se tornaria seu público-alvo. Campbell disse: "A mensagem foi muito clara: mantenha o ritmo rápido e furioso, e assim que o horror começar, nunca desista. "O mais alegre, o mais alegre" tornou-se a nossa principal diretriz. " Os filmes que eles assistiram incluíram o Massacre na Central High e a Revenge of the Cheerleaders . A ideia de fazer um "protótipo" foi encomendada, para provar não só a si mesmos, mas também aos potenciais investidores, que eles eram capazes de fazer um filme de terror completo. No mesmo ano, no estado de Michigan, Raimi estava estudando HP Lovecraft e ficou muito impressionado com Necronomicon, ou simplesmente O Livro dos Mortos . A partir desses conceitos grosseiros, ele inventou um conto em que um grupo de quatro amigos involuntariamente desenterrou um cemitério indígena e libertou espíritos e demônios horríveis. Na primavera de 1978, as filmagens de Within the Woods começaram em um fim de semana de três dias, com um orçamento de US $ 1.600.
Within the Woods, além de servir como protótipo, impressionou os cineastas. Para uma estratégia de marketing, uma triagem foi organizada em sua antiga escola, com uma resposta positiva.

### Financiamento
As filmagens foram encomendadas pela primeira vez para o verão de 1979 em Michigan. Para organizar o orçamento, Sam Raimi, Robert Tapert e Bruce Campbell compraram algumas publicações de guia "como fazer um filme independente". O orçamento foi originalmente centrado em US $ 150.000 ao fotografar com uma câmera Super 8. No entanto, devido a dificuldades técnicas, foi decidido transferi-lo para o formato de 16 mm, já que eles queriam filmar o projeto no estilo dos muitos filmes de baixo orçamento na época que surgiram na década de 1970. Como tinham pouca experiência na indústria cinematográfica, os três achavam que deveriam comprar ternos e maletas como forma de convencer os investidores de que "tinham todas as respostas". Um homem chamado Andy Grainger, que era amigo de Tapert e proprietário de uma série de cinemas, foi o primeiro investidor primário. Ele declarou: "Fellas, não importa o que aconteça, apenas mantenha o sangue funcionando". Como uma homenagem a ele, há uma cena no filme finalizado em que um antigo projetor de filmes dá vida e "projeta" o sangue escorrendo pela tela.
Mais importante ainda, Grainger forneceu o nome de um distribuidor em Nova Iorque, a quem eles poderiam se aproximar para uma possível distribuição. A empresa era Levitt-Pickman Films, que mais recentemente foi famosa por Groove Tube, estrelando um muito jovem Chevy Chase. Os cineastas pegaram um trem a US $ 40 cada, pois sabiam que nenhum de seus carros poderia fazer uma viagem de ida e volta inteira. Uma das antigas namoradas de Campbell, chamada Andrea, permitiu que ficassem no apartamento dela. O gato de Andrea adormeceu no rosto de Raimi sem nem mesmo incomodá-lo, e Raimi, que é alérgico a gatos, teve os olhos inchados.

## Filmes
| Filme            | Data de lançamento      | Diretor(es)       | Roteirista(s)                       | Produtor(es)                                 |
| ---------------- | ----------------------- | ----------------- | ----------------------------------- | -------------------------------------------- |
| The Evil Dead    | 15 de outubro de 1981   | Sam Raimi         | Sam Raimi                           | Robert G. Tapert                             |
| Evil Dead II     | 13 de março de 1987     | Sam Raimi         | Sam Raimi e Scott Spiegel           | Robert G. Tapert                             |
| Army of Darkness | 19 de fevereiro de 1993 | Sam Raimi         | Sam Raimi e Ivan Raimi              | Robert G. Tapert                             |
| Evil Dead        | 05 de abril de 2013     | Fede Álvarez      | Fede Álvarez e Rodo Sayagues        | Sam Raimi, Bruce Campbell e Robert G. Tapert |
| Evil Dead Rise   | 21 de abril de 2023     | Lee Cronin        | Lee Cronin                          | Robert G. Tapert                             |
| Evil Dead Burn   | 2026                    | Sébastien Vaniček | Sébastien Vaniček e Florent Bernard | Sam Raimi e Robert Tapert                    |

### The Evil Dead(1981)
Filmado em 1979, lançado em 1981, este é o primeiro filme da série. Introduz o protagonista da série, Ash, e o Livro dos Mortos e o que ele traz consigo.

### Evil Dead II(1987)
Lançado em 1987, este filme é uma sequela do filme original, onde o último filme terminou (uma recapitulação do filme anterior é mostrada no começo, embora seja muitas vezes confundida como sendo um remake editado do início do primeiro filme). e mostra os horrores de Ash lutando com o Necronomicon Ex-Mortis e demônios.

### Army of Darkness(1992)
Filmado em 1991, lançado na primavera de 1993 nos Estados Unidos, este é o terceiro filme da franquia (e o último com Ash Williams tendo um papel principal até agora), levando Ash de volta no tempo para a Inglaterra em 1300 dC. O filme tem atributos de terror, mas é baseado principalmente em slapstick e ação. Desta vez, as criaturas do mal são explicitamente referidas como "Deadites".

### Evil Dead(2013)
Evil Dead é o título de um filme que serve como um soft reboot e uma continuação da franquia Evil Dead. Ao contrário dos três primeiros filmes, o filme não apresenta o personagem de Ash Williams em um papel importante, o personagem só aparece em uma cena de pós-créditos, em vez disso segue uma nova protagonista chamada Mia Allen. O filme é considerado uma continuação da franquia e os planos para apresentar Ash e Mia em futuras parcelas foram discutidos.

### Evil Dead Rise(2023)
Evil Dead Rise é o quinto filme da franquia, com uma história no geral independente dos outros filmes da série, onde um terremoto em Los Angeles revela uma das cópias  do Necronomicon Ex-Mortis, e ao se tocarem gravações do livro começa uma onda de possessões por Deadites.

### Futuro
No evento de estreia do filme de 2013, Alvarez anunciou que uma sequência está em andamento (mas desistiu de escrever e dirigir o filme). Em um painel da WonderCon em março de 2013, Campbell afirmou que seu plano final era para Evil Dead 2 e Army of Darkness 2 de Raimi para ser seguido por um filme cruzado que mesclaria as narrativas de Ash e Mia. Em 30 de outubro de 2013, o co-roteirista Sayagues confirmou a Deadhollywood que ele e Alvarez não voltariam para a sequência. Nesse mesmo mês, Alvarez levou ao seu Twitter que o boato não é verdade.
Raimi confirmou planos para escrever Evil Dead 4 com seu irmão; mais tarde foi especificado que este filme seria Army of Darkness 2. Campbell tinha confirmado para reprisar seu papel de Ash em Army of Darkness 2. Em 26 de outubro, Alvarez confirmou em seu Twitter que Sam Raimi estará dirigindo o Army of Darkness 2. Ao contrário dos rumores populares e até das menções do próprio Campbell, Campbell afirmou que ele pode não aparecer no Army of Darkness 2 afirmando: "É tudo Internet bs - não há realidade alguma. Esses comentários aleatórios escapam da minha boca ou da boca do Sam Raimi, e, em seguida, estamos fazendo uma sequência. " Em setembro de 2017, durante um painel na Fan Expo Canada, quando perguntado se o público poderia esperar o filme de Evil Dead, Campbell disse "Everybody says Evil Dead 4 ! Mal Morto 4 ! Você sabe, se fizéssemos um Evil Dead 4, Sam Raimi gastaria US $ 200.000.000 com ele, e seria bombardeado ", explicando que o único futuro para o Evil Dead é irrestrito através de uma rede de cabo premium, como Ash vs. Evil Dead está no Starz.
Em julho de 2019 Sam Raimi discutiu o futuro da franquia Evil Dead dizendo agora que havia três opções e que "Gostaríamos de fazer outro recurso do Evil Dead e, de fato, estamos trabalhando em algumas ideias agora". Raimi disse que "ficaria feliz se Bruce Campbell mudasse de ideia sobre a aposentadoria, voltaria para o original Evil Dead (enredo)". Ele disse que uma segunda opção seria uma sequela para a reinicialização de 2013, mas ele não tem certeza se Fede Alvarez gostaria de fazer uma sequência neste momento, porque o diretor é um "artista em demanda" bem-sucedido agora. Uma terceira opção também está na mesa, mas Raimi não quis discutir o que poderia estar dizendo apenas "Eu acho que você pode ver alguma ação no filme Evil Dead nos próximos seis meses".

## Filmes relacionados

### Sequências não oficiais
The Evil Dead foi lançado na Itália sob o título La Casa ( "A Casa" ) e Evil Dead II tornou-se La Casa II. Estes foram seguidos por três filmes não relacionados: La Casa, de Umberto Lenzi (também conhecido como Ghosthouse) (1988), La Casa 4, de Fabrizio Laurenti (também conhecido como Witchery) (1988) e La Casa 5, de Claudio Fragasso (também conhecido Além da Escuridão ) (1990). Isso é semelhante ao que aconteceu na série Living Dead, de George A. Romero, começando com Zombi 2. Casa II: The Second Story (1987) e The Horror Show (1989) foram renomeados La Casa 6 e La Casa 7 respectivamente em seus lançamentos italianos.
A premiação Pictures, uma empresa que tentou começar uma nova linha de filmes na série em 2004, anunciou planos em maio de 2012 para filmar um Evil Dead 4, que não tem nada a ver com os filmes originais. Por causa disso, Sam Raimi processou o prêmio Pictures em uma tentativa de impedi-los de fazer o dito filme, devido ao seu próprio plano de um dia filmar um filme. [carece de fontes?]Em agosto de 2012, o Juiz Distrital dos EUA Dale Fischer proferiu uma sentença que "impôs permanentemente" ao prêmio Pictures de usar os nomes Evil Dead, Evil Dead: Gênesis do Necronomicon, Evil Dead: Gênesis do Necronomicon, Parte 2 ou Morte Maligna: Consequências “como ou como parte do título de um filme, programa de televisão, jogo de vídeo, jogo, livro ou qualquer outra forma de entretenimento fornecida ou a ser fornecida através de qualquer mídia.” 
The Cabin in the Woods também apresenta muitas referências ao filme e até mesmo apresenta Deadites e as árvores possuídas, embora isso seja considerado mais uma referência do que uma sequência direta.

### Sequências indiretas
Bruce Campbell dirigiu e estrelou um filme intitulado My Name Is Bruce. Não continua a história do Exército das Trevas, mas é um retrato fictício de Bruce vivendo sua vida cotidiana na qual ele erroneamente acredita ser tão heróico quanto o personagem Ash e é contratado para lutar contra um espírito antigo. O filme foi lançado em um número limitado de cinemas em 26 de outubro de 2008 e foi lançado em DVD e Blu-ray em 10 de fevereiro de 2009.

## Televisão

### Ash vs Evil Dead
A série é estrelada por Bruce Campbell reprisando seu papel como Ash Williams, com um elenco de apoio que inclui Lucy Lawless, Ray Santiago, Dana DeLorenzo e Jill Marie Jones. A série de 10 episódios é produzida por Campbell, Sam Raimi e Rob Tapert. Ele estreou em Starz em 31 de outubro de 2015.
Ash vs Evil Dead provou ser um programa de televisão criticamente bem recebido, ganhando 98% de Rotten Tomatoes. Quatro dias antes de sua estreia, o programa foi escolhido para uma segunda temporada de 10 episódios.
A série durou três temporadas (30 episódios) antes de ser cancelada por Starz em abril de 2018. Após o cancelamento da série, Bruce Campbell anunciou que ele estava oficialmente aposentado de interpretar o personagem Ash.

## Elenco e personagens
| Personagem               | Filme              | Filme           | Filme            | Filme               | Ash vs Evil Dead    | Ash vs Evil Dead | Ash vs Evil Dead        |
| Personagem               | The Evil Dead      | Evil Dead II    | Army of Darkness | Evil Dead           | Temporada 1         | Temporada 2      | Temporada 3             |
| ------------------------ | ------------------ | --------------- | ---------------- | ------------------- | ------------------- | ---------------- | ----------------------- |
| Ash Williams             | Bruce Campbell     | Bruce Campbell  | Bruce Campbell   | Bruce CampbellUC    | Bruce CampbellM     | Bruce CampbellM  | Bruce CampbellM         |
| Linda                    | Betsy Baker        | Denise Bixler   | Bridget Fonda    |                     | Rebekkah Farrell    |                  |                         |
| Cheryl Williams          | Ellen Sandweiss    |                 |                  | Ellen SandweissUCVA | Ellen SandweissUCVA | Ellen Sandweiss  |                         |
| Professor Raymond Knowby | Bob DorianV        | John Peaks      |                  | Bob DorianUCVA      |                     | Nicholas Hope    |                         |
| Scotty                   | Richard DeManincor |                 |                  |                     |                     |                  |                         |
| Shelly                   | Theresa Tilly      |                 |                  |                     |                     |                  |                         |
| Evil Ash                 |                    | Bruce CampbellU | Bruce CampbellU  |                     | Bruce CampbellU     |                  |                         |
| Annie Knowby             |                    | Sarah Berry     |                  |                     |                     |                  |                         |
| Jake                     |                    | Dan Hicks       |                  |                     |                     |                  |                         |
| Bobby Joe                |                    | Kassie DePaiva  |                  |                     |                     |                  |                         |
| Professor Ed Getley      |                    | Richard Domeier |                  |                     |                     |                  |                         |
| Henrietta Knowby         |                    | Lou Hancock     |                  |                     |                     | Alison Quigan    |                         |
| Sheila                   |                    |                 | Embeth Davidtz   |                     |                     |                  |                         |
| Lord Arthur              |                    |                 | Marcus Gilbert   |                     |                     |                  |                         |
| Wiseman                  |                    |                 | Ian Abercrombie  |                     |                     |                  |                         |
| Duke Henry the Red       |                    |                 | Richard Grove    |                     |                     |                  |                         |
| Mia Allen                |                    |                 |                  | Jane Levy           |                     |                  |                         |
| David Allen              |                    |                 |                  | Shiloh Fernandez    |                     |                  |                         |
| Eric                     |                    |                 |                  | Lou Taylor Pucci    |                     |                  |                         |
| Olivia                   |                    |                 |                  | Jessica Lucas       |                     |                  |                         |
| Natalie                  |                    |                 |                  | Elizabeth Blackmore |                     |                  |                         |
| Abomination Mia          |                    |                 |                  | Randal Wilson       |                     |                  |                         |
| The Demon                |                    |                 |                  | Rupert DegasV       |                     |                  |                         |
| Pablo Simon Bolivar      |                    |                 |                  |                     | Ray SantiagoM       | Ray SantiagoM    | Ray SantiagoM           |
| Kelly Maxwell            |                    |                 |                  |                     | Dana DeLorenzoM     | Dana DeLorenzoM  | Dana DeLorenzoM         |
| Ruby Knowby              |                    |                 |                  |                     | Lucy LawlessM       | Lucy LawlessM    | Lucy LawlessM           |
| Amanda Fisher            |                    |                 |                  |                     | Jill Marie JonesM   |                  |                         |
| Heather                  |                    |                 |                  |                     | Samara Weaving      |                  |                         |
| El Brujo                 |                    |                 |                  |                     | Hemky Madera        |                  | Hemky Madera            |
| Linda B. Emery           |                    |                 |                  |                     |                     | Michelle HurdM   |                         |
| Chet Kaminski            |                    |                 |                  |                     |                     | Ted RaimiM       |                         |
| Brock Williams           |                    |                 |                  |                     |                     | Lee Majors       | Lee Majors              |
| Baal                     |                    |                 |                  |                     |                     | Joel Tobeck      |                         |
| Lacey Emery              |                    |                 |                  |                     |                     | Pepi Sonuga      |                         |
| Sheriff Thomas Emery     |                    |                 |                  |                     |                     | Stephen Lovatt   |                         |
| Tanya                    |                    |                 |                  |                     |                     | Sara West        |                         |
| Brandy Barr              |                    |                 |                  |                     |                     |                  | Arielle Carver-O'NeillM |
| Dalton                   |                    |                 |                  |                     |                     |                  | Lindsay FarrisM         |

## Equipe técnica
| Função                | Filmes originais      | Filmes originais                                          | Filmes originais                                     | Filme de reinicialização               | Séries de televisão                                     |
| Função                | The Evil Dead (1981)  | Evil Dead II (1987)                                       | Army of Darkness (1992)                              | Evil Dead (2013)                       | Ash vs Evil Dead (2015–2018)                            |
| --------------------- | --------------------- | --------------------------------------------------------- | ---------------------------------------------------- | -------------------------------------- | ------------------------------------------------------- |
| Diretor               | Sam Raimi             | Sam Raimi                                                 | Sam Raimi                                            | Fede Álvarez                           | (vários diretores)                                      |
| Produtor              | Robert Tapert         | Robert Tapert Irvin Shapiro Alex De Benedetti             | Robert Tapert                                        | Sam Raimi Robert Tapert Bruce Campbell | Robert Tapert Sam Raimi Bruce Campbell Craig DiGregorio |
| Escritoras)           | Sam Raimi             | Sam Raimi Scott Spiegel                                   | Sam Raimi Ivan Raimi                                 | Fede Álvarez Rodo Sayagues             | (vários escritores)                                     |
| Compositor            | Joseph LoDuca         | Joseph LoDuca                                             | Joseph LoDuca Danny Elfman(temas)                    | Roque Baños                            | Joseph LoDuca                                           |
| Cinematográfico       | Tim Philo             | Peter Deming                                              | Bill Pope                                            | Aaron Morton                           | Dave Garbett John Cavill                                |
| editor                | Edna Ruth Paul        | Kaye Davis                                                | Bob Murawski R. Tempestade de OC                     | Bryan Shaw                             | Bob Murawski                                            |
| Companhia de produção | Fotos de Renaissance  | Libertação de Rosebud Fotos de Renaissance                | Comunicações Dino De Laurentiis Fotos de Renaissance | Fotos de Ghost House FilmDistrict      | Fotos de Renaissance Originais de Starz                 |
| Distribuidor          | New Line Cinema       | Comunicações da Embassy De Laurentiis Entertainment Group | Estúdios Universal                                   | Fotos de TriStar                       | Anchor Bay Entertainment                                |
| Tempo de execução     | 85 minutos            | 84 minutos                                                | 81 minutos                                           | 92 minutos                             | 25 a 37 minutos                                         |
| Data de lançamento    | 15 de outubro de 1981 | 13 de março de 1987                                       | 9 de outubro de 1992                                 | 5 de abril de 2013                     | 31 de outubro de 2015 - 29 de abril de 2018             |

## Recepção

### Bilheteria
| Filme | Data de lançamento    | Receita de bilheteria | Receita de bilheteria | Receita de bilheteria | Ranking de bilheteria  | Ranking de bilheteria        | Despesas            | Referência    |
| --- | --------------------- | --------------------- | --------------------- | --------------------- | ---------------------- | ---------------------------- | ------------------- | ------------- |
| Filme | Data de lançamento    | Estados Unidos        | Internacional         | No mundo todo         | Todo o tempo doméstico | Todo o mundo em todo o mundo | Despesas            | Referência    |
| The Evil Dead | 15 de outubro de 1981 | US $ 2.400.000        | US $ 27.000.000       | US $ 29.400.000       | 5,825                  |                              | US $ 375.000        | [ 30 ] [ 31 ] |
| Evil Dead II | 13 de março de 1987   | US $ 5.923.044        |                       | US $ 5.923.044        | 4,822                  |                              | US $ 3.500.000      | [ 32 ] [ 33 ] |
| Army of Darkness | 9 de outubro de 1992  | US $ 11.502.976       | US $ 10.000.000       | US $ 21.502.976       | 3.934                  |                              | US $ 11.000.000     | [ 34 ] [ 35 ] |
| Evil Dead | 5 de abril de 2013    | US $ 54.239.856       | US $ 43,162,193       | US $ 97.402.049       | 1290                   |                              | US $ 17.000.000     | [ 36 ] [ 37 ] |
| Total | Total                 | $ 74.065.876 (E)      | US $ 80.162.193 (E)   | US $ 154.228.069 (E)  |                        |                              | US $ 31.875.000 (E) | [ 38 ]        |
| Listar indicador (s) - Uma célula cinza escura indica que a informação não está disponível para o filme. - (E) indica um valor estimado com base nos números disponíveis. |                       |                       |                       |                       |                        |                              |                     |               |

### Recepção critica
| Filme                     | Rotten Tomatoes       | Metacritic             |
| ------------------------- | --------------------- | ---------------------- |
| The Evil Dead             | 95% (59 comentários)  | 71/100 (11 avaliações) |
| Evil Dead II              | 98% (58 comentários)  | 69/100 (12 revisões)   |
| Army of Darkness          | 72% (47 comentários)  | 57/100 (18 revisões)   |
| Evil Dead                 | 61% (178 comentários) | 57/100 (38 avaliações) |
| Ash vs Evil Dead Season 1 | 98% (51 avaliações)   | 75/100 (25 revisões)   |
| Ash vs Evil Dead Season 2 | 100% (17 avaliações)  | 82/100 (5 comentários) |
| Ash vs Evil Dead Season 3 | 100% (15 avaliações)  |                        |

## Jogos
Houve nove jogos eletrônicos de Evil Dead :
- The Evil Dead (1984) para Commodore 64 e ZX Spectrum
- Evil Dead: Hail to the King (2000) para PlayStation, Dreamcast e PC
- Evil Dead: Um Punhado de Boomstick (2003) para PlayStation 2 e Xbox
- Evil Dead: Regeneration (2005) para PlayStation 2, Xbox e PC
- Army of Darkness: Defense (2011) para iOS e Android
- Evil Dead: The Game (2011) para iOS
- Evil Dead: Endless Nightmare (2016) para iOS e Android
- Evil Dead: Virtual Nightmare (2018) para Oculus Go[52]
- Evil Dead: The Game (2022) para PlayStation 4 e 5, Xbox Series X/S, Xbox One, Nintendo Switch, e PC[53][54][55]

Ash Williams também aparece como um personagem jogável - junto com Kelly e Pablo, do Ash vs. Série de TV Evil Dead - em 'Deploy and Destroy', um FPS multijogador competitivo disponível para iOS e Android, e também como um personagem não jogável no jogo Poker Night 2 da Telltale Games. Ele também aparece como um personagem jogável no jogo de terror assimétrico Dead by Daylight.

## Banda desenhada

### Dark Horse Comics
Em 1992, a Dark Horse Comics produziu uma adaptação em miniatura do Army of Darkness adaptada e ilustrada por John Bolton. Um paperback comercial desta série foi lançado pela Dynamite Entertainment em 25 de setembro de 2006.
Em 2008, Dark Horse revisitou a franquia com uma adaptação de quatro edições de The Evil Dead, escrita por Mark Verheiden e mais uma vez ilustrada por John Bolton.

### Dynamite Entertainment
Em 2004, a Dynamite Entertainment adquiriu a licença para publicar títulos baseados no Army of Darkness e, em conjunto com a Devil's Due Publishing, lançou a minissérie Army of Darkness: Ashes 2 Ashes. Uma segunda minissérie, Army of Darkness: Shop till You Drop Dead, em 2005. Mais tarde naquele ano, o Dynamite se separou do Devil's Due e começou a focar inteiramente em títulos autopublicados com a franquia Army of Darkness. Isso incluiu uma série em andamento que começou em 2005 e viu Ash lutando contra outros ícones de terror, como Herbert West e Drácula. A série durou treze edições antes de ser reiniciada com um segundo volume em 2007. A segunda série durou 27 edições antes de chegar ao fim. Ao longo dos anos, também houve vários especiais one-shot, bem como crossovers com uma grande variedade de personagens, como, Zumbis Marvel, Darkman, Freddy Krueger, Jasão Voorhees, Xena, Danger Girl e até mesmo Barack Obama. A série foi então reiniciada em 2013 e recomeçada a partir da última cena no filme Army of Darkness, porque Ash errou as palavras S-Mart foi enviado de volta no tempo para os tempos medievais onde o sábio foi possuído, Ash luta por muitas batalhas com os mesmos personagens do filme. No final desta série, Ash propõe a Sheila, na próxima série "Ash fica engatado" eles se casam, mas Ash é enviado para a frente no tempo quando ele acidentalmente fala uma frase que abre um vórtice. Ele quer voltar para Sheila, mas corre em muitas situações causando atrasos, ele está atualmente no espaço lutando contra o mal.

### Space Goat Productions
Em 2015, a Space Goat Productions adquiriu a licença para publicar títulos baseados em Evil Dead 2. A empresa lançou ou planeja lançar os seguintes títulos:
- Evil Dead 2: Além de Dead By Dawn, uma minissérie de três edições que estreou em junho de 2015[57]
- Dead 2: Contos do Ex-Mortis, uma antologia de três edições que estreou em agosto de 2015.[58]
- Dead 2: Cradle of the Damned, uma minissérie de três edições que estreou em janeiro de 2016[59]
- Uma série de Evil Dead 2: Revenge of ... one-shots, que começou com Hitler em março de 2016 e será seguido por Drácula, os Marcianos, Jack, o Estripador e Krampus.
- Evil Dead 2: Dark Ones Rising, uma minissérie de três edições que será lançada em agosto de 2016[60]

### Freddy vs.Jason vs.Ash
No documentário "The Untold Saga of The Evil Dead", Rob Tapert afirma que a New Line Cinema e a Warner Bros. Pictures disseram que queriam fazer Ash vs. Freddy vs. Jason : "Nós pensamos sobre isso por um segundo, mas sabíamos que teríamos destruído totalmente a franquia ao fazer isso, pois não haveria razão para reunir Bruce e Sam para o Evil Dead 4, o que quer que fosse, nem haveria qualquer razão para volte e reinvente o original Evil Dead com um novo cineasta ". Duas séries de histórias em quadrinhos foram produzidas com base nesse conceito, intitulado Freddy vs. Jason vs. Cinza e Freddy vs. Jason vs. Ash: The Nightmare Warriors.

## Musical
A equipe de produção de George Reinblatt, Christopher Bond e Frank Cipolla criou recentemente um show Off Broadway intitulado Evil Dead: The Musical, baseado na série de filmes. Sua turnê em Nova York foi dirigida por Bond e Hinton Battle, que também coreografou o show. Ryan Ward fez o papel de Ash. Ligando-se ao enredo do filme da meia-noite de um grupo de amigos que visitavam uma cabana de madeira e soltavam um mal incontável, as apresentações só começaram às onze da noite às sextas e sábados. As prévias começaram em 1 de outubro e o programa foi aberto em 1 de novembro no New World Stages. Foi anunciado em 31 de janeiro de 2007, que Evil Dead: A produção do Musical New York no New World Stages seria encerrada em 17 de fevereiro de 2007. Os produtores de Toronto anunciaram uma nova produção de Toronto do show, também estrelado por Ryan Ward, no Diesel Playhouse. A nova produção começou em 1º de maio de 2007 e foi anunciada para terminar em 8 de setembro de 2007. 
Em 2017, o comediante inglês Rob Kemp criou e executou o show The Elvis Dead, uma releitura de Evil Dead II no estilo de Elvis Presley.

## Música
Muitas bandas fizeram referência aos filmes do The Evil Dead em suas músicas e vídeos:
- Death (Death Metal Band) fez uma música chamada "Evil Dead", que é sobre o primeiro filme.
- Skinny Puppy (Industrial Band) usou muitos samples de Evil Dead 2 na música "Who's Laughing Now", embora as letras não sejam sobre o filme.
- Primus (Funk Rock Band) fez uma música "The Toys Go Winding Down", que cantou letras em uma parte sobre o filme The Evil Dead.
- Colourbox usou samples de The Evil Dead para a música "Well Hot Doggie" na compilação Lonely Is an Eyesore para 4AD
- A música de Teenage Bottlerocket, "Dead Saturday", do álbum Tales from Wyoming, de 2015, é sobre Evil Dead 2.
- A banda de punk rock russa Sektor Gaza nomeou o terceiro álbum como "Evil Dead".
- A música do Black Dahlia Murder "Raped in Hatred por Vines of Thorn" do álbum "Everblack" é baseada na cena com Cheryl e as árvores de "Evil Dead"
- O videoclipe de “Everlong” de Foo Fighters faz referência ao primeiro filme da franquia. Em uma das sequências dos sonhos, o local era uma cabana na floresta, e a esposa (interpretada pelo baterista Taylor Hawkins) estava lendo um livro quando os dois atacantes da sequência anterior rastejaram para fora das tábuas do assoalho. Eles revelam ser zumbis e atacá-la. Dave Grohl (como o marido) estava cortando lenha e eventualmente chegou a derrotar os zumbis jogando-os no lago.
- A banda de metal sueca “Morbid” mostra muitos clipes de som do filme em seu debut álbum “December Moon”. O vocalista deles iria para a frente do infame equipamento de black metal “Mayhem”.
- Coheed e Cambria, então chamados de "Shabutie", incluem amostras do Army of Darkness no "Junesong Provision" acústico em seu "Delirium Trigger EP" de 2000.